# Francesco Comandè
Francesco Comandè  (né en 1568 à Messine et mort au XVIIe siècle à Messine) est un peintre italien de la Renaissance qui a été actif à Messine au XVIe siècle.

## Biographie
Francesco Comandè et Cesare di Napoli furent les élèves de Deodato Guinaccia.
Giovanni Simone Comandè, son frère, fut aussi un peintre (et certaines des attributions respectives de leurs œuvres font encore débat).

## Œuvres
- Martyre de saint Barthélemy (avec son frère Giovanni), église Saint-Barthélemy, Messine.
- Mages (avec son frère Giovanni), monastère de Basico.

## Sources
- x